# グリチニャーノ・ディ・アヴェルサ
グリチニャーノ・ディ・アヴェルサ（伊: Gricignano di Aversa）は、イタリア共和国カンパニア州カゼルタ県にある、人口約13,000人の基礎自治体（コムーネ）。
現在一部未開通となっているローマ＝ナポリ高速線はグリチニャーノ・ディ・アヴェルサとナポリ・アフラゴーラの間が2008年6月開通して全線開通する予定である。

## 地理

### 位置・広がり

#### 隣接コムーネ
隣接するコムーネは以下の通り。
- アヴェルサ
- カリナーロ
- チェーザ
- マルチャニーゼ
- スッチーヴォ

### 気候分類・地震分類
グリチニャーノ・ディ・アヴェルサにおけるイタリアの気候分類 (it) および度日は、zona C, 1097 GGである。
また、イタリアの地震リスク階級 (it) では、zona 2 (sismicità media) に分類される。